# 中山絵梨奈
中山 絵梨奈（なかやま えりな、1995年6月1日 - ）は、日本の元女優、ファッションモデルである。千葉県出身。

## 来歴
- もともと芸能界に憧れており女優になりたかったが、『ニコラ』を読み始めモデル業に興味を持ち、ニコラモデルオーディションに応募。
- 2008年、ローティーン雑誌『ニコラ』の第12回ニコラモデルオーディションで 9822人の中からグランプリを獲得し、2008年10月号からニコモとして活躍する。
- 2009年3月、短編映画『あとのまつり』で、女優デビューにして主演を務める。
- 2010年1月号からニコラにてアイドルユニット「ニコ☆モコ」を結成、メンバーとなる。
- 2010年7月開始のTBSドラマ『ハンマーセッション!』でドラマ初出演を果たす。
- 2010年8月、西内まりやから引継ぎ、Lindsayイメージモデルとなる。
- 2011年4月（2011年5月号）で川口春奈から引継ぎ、2011年度ニコラ部長になる。
- 2012年、第6回日本ケータイ小説大賞の審査員をニコモの藤田ニコルらと共に務める[2]。
- 2012年5月号をもってニコラを卒業。同誌での表紙起用回数は10回（うち単独表紙1回）であった[3]。
- 2019年3月に芸能活動を引退した[4]。

## 人物
- 元々は恥ずかしがり屋な性格だったがモデルを始めてから徐々に自己主張ができるようになって明るくなり、「いろんな服をきこなしてみんなに憧られるようなモデルになりたいです」と語っている[5]。
- 『仮面ライダーウィザード』では双子の姉・ミサ / メデューサ、妹・稲森真由役の二役を演じたが、ミサよりも真由の方が自身の性格に近いと語っている[6]。
- 学生時代のあだ名はえりなっち。
- 兄が1人いる。

## 作品

### デジタル写真集
- PROTO STAR 中山絵梨奈 vol.1（2012年6月27日、ジュピマール、撮影：HIROKAZU）
- PROTO STAR 中山絵梨奈 vol.2（2012年10月19日、ジュピマール、撮影：HIROKAZU）

### 自身がモデルになった漫画作品
- エリナのニコ㋲オーディション合格物語（nicola 2011年6月号・7月号、漫画：梅澤麻里奈）
- 青春ナミダ〜となりの席でもいいですか〜（nicola 2011年9月号、漫画：梅澤麻里奈）
- 恋じかけのシンデレラ（sho-comi 2011年17号、漫画：梅澤麻里奈）

## 出演

### テレビドラマ
- ハンマーセッション!（2010年7月10日 - 9月18日、TBS） - 川原詩織 役
- 金魚倶楽部（2011年7月23日 - 10月1日、NHK） - 上野沙織 役
- ティーンコート第8話（2012年2月28日、日本テレビ）
- ブラックボード〜時代と戦った教師たち〜 第3夜（2012年4月7日、TBS） - 中山絵梨奈 役
- 仮面ライダーウィザード（2012年9月2日 - 2013年9月15日、テレビ朝日） - ミサ / メデューサ、稲森真由 / 仮面ライダーメイジ 役（二役）
- 男子ing!!（2012年9月14日 - 、TOKYO MX） - 真奈美 役
- 水木しげるのゲゲゲの怪談「砂かけばばあ」（2013年8月31日、フジテレビ） - 女子高生 役
- 相棒 Season 12 第15話「見知らぬ共犯者」（2014年2月12日、テレビ朝日） - 大倉奈津 役
- 怪奇恋愛作戦 第3話（2015年1月24日、テレビ東京） - ミドリ 役
- 戦う!書店ガール 第3話（2015年4月28日、フジテレビ） - 女子高生 役
- 南くんの恋人〜my little lover（2015年10月 - 2016年2月、フジテレビ） - 野村さより 役
- 徳山大五郎を誰が殺したか? 第10話（2016年9月18日、テレビ東京） - 卒業生 役

### 映画
- 桃まつりpresents kiss!／あとのまつり（2009年3月19日公開） - 主演・のりこ 役
- ある夜のできごと（2011年9月4日） - リエ 役
- Another（2012年8月4日、東宝） - 回想シーンの女子生徒 役
- RED COW（上海：2012年 / 日本：2015年3月28日公開） - 主演・周凛凛 役
- 仮面ライダーシリーズ（東映）
  - 仮面ライダー×仮面ライダー ウィザード&フォーゼ MOVIE大戦アルティメイタム（2012年12月8日） - ミサ / メデューサ 役
  - 劇場版 仮面ライダーウィザード in Magic Land（2013年8月3日） - ミサ / メデューサ 役
  - 仮面ライダー×仮面ライダー 鎧武&ウィザード 天下分け目の戦国MOVIE大合戦（2013年12月14日） - 稲森真由 / 仮面ライダーメイジ 役
- PRECIOUS STONE（2013年09月21日、シミズオクト） - ヒロイン・桜木綾乃 役
- 眠り姫 Dream On Dreamer（2014年5月31日、サンブリリアント） -  安田小姫 役
- 怖譚 -コワタン-（2013年） - 「理想のトモダチ」ユナ 役
- 放課後ロスト（2014年8月2日、プロジェクトドーン） - 「らくがき うわがき」荻野 役
- 女子高（2016年4月9日、ユナイテッド エンタテインメント） - 峰藤貴子 役
- 女流闘牌伝 aki -アキ-（2017年6月3日、AMGエンタテインメント） - 二階堂瑠美 役

### 舞台
- 劇団た組。第9回目公演『いなくなれ、群青』（2016年6月22日 - 26日、LIVESTAGE hodgepodge） - ヒロイン・真辺由宇 役

### カタログ
- ベネッセコーポレーション 進研ゼミ中学講座『中2マイスタイル』 - 表紙
- セシール『cupop』（2009年秋冬 - 2011年夏号） - cupopモデル
- ニッセン『プチベリー』
- ナルミヤ・インターナショナル Lindsay（2010年秋冬 - 2012年春） - 2代目イメージモデル
- ジョイフル恵利（2011年）

### CM
- 東京ガス（2009年3月 - 2012年3月27日、安全TODAY・Siセンサーコンロ 編）
- アルケミスト nicola監修 モデル☆おしゃれオーディション（2010年、自信ナシ 篇 / 自信アリ 篇）
- アルケミスト nicola監修 モデル☆おしゃれオーディション２（2011年、インタビュー 篇 / メイキング 篇）
- 台湾佳格食品 青木瓜四物飲（2012年、台湾）
- バスキン・ロビンス サーティワンアイスクリーム（2012年4月5日、こんなときにサーティワン 篇 / 4月25日、パーティーシーン 篇）
- マンナンライフ 蒟蒻畑ララクラッシュ（2013年）
- ソフトバンク インフォマーシャル（2013年）[7]

### スチール・広告
- アルケミスト nicola監修 モデル☆おしゃれオーディション（2010年）
- 花王 8×4（2011年）
- アルケミスト nicola監修 モデル☆おしゃれオーディション2（2011年）
- タカナシクリーム「バレンタインキャンペーン」（2012年1月 - 3月）
- トンボ学生服
- 河合塾（2012年）

### 再現ドラマ
- 水曜エンタ! 笑う経済白書 THE ピンキリ SHOW2（2012年3月14日、TBS） - 高田紗千子（梅小鉢）、上野まな、新山千春、仁科仁美、大林素子、大久保佳代子（オアシズ） 役
- 超再現!ミステリー「ともだち」（2012年5月22日、日本テレビ） - 小夏左和子 役

### バラエティ番組
- 男子ing!!（2012年9月14日 - 、TOKYO MX）
- ワオ（2014年4月 - 9月、フジテレビ）

### 通販番組
- ニコ☆プチ ガールズコレクション2012（2012年5月16日 - 31日、MALL OF TV） - 矢口真里と共にMC

### インターネットテレビ
- nicola©（2009年 - 2010年、goomo） - 不定期出演

### インターネットドラマ
- ハイスクールドライブ〜目が覚めたら高校生だった〜（2012年11月20日 - 2013年1月5日、BeeTV） - 美沙子 役

### PV
- MAICHI×LGYankees「Nostalgia」（2009年3月11日）
- 逗子三兄弟「リトルムービー〜淡い恋の物語〜」（2012年4月18日）
- さよならポニーテール「恋するスポーツ」（2012年5月25日）
- GReeeeN「雪の音」（2012年12月19日）
- Tomorrow begins 〜未来（あした）がはじまる〜（2013年1月） - 2020オリンピック・パラリンピック東京招致のPRフィルム

### ゲーム
- 仮面ライダーバトル ガンバライド（2013年、アーケード） - メデューサ 役
- スーパーヒーロージェネレーション（2014年10月23日発売、PS3・PS Vita） - メデューサ 役[8]

## 書籍

### 雑誌
- ニコラ（2008年10月号 - 2012年5月号、新潮社） - 専属モデル

### 大型本
- まんが・イラストを描く人におくるー制服ファッション・ポーズ集 冬服編（2011年1月20日、コスミック出版） - 表紙 ISBN 978-4774790565

### カバーモデル
- エンジェル文庫「ドキドキ100%」（2014年2月25日、小学館） - 表紙 ISBN 978-4094550016